# ベイビーレイズ伝説の雷舞!-虎軍奮闘-
『ベイビーレイズ伝説の雷舞! -虎軍奮闘-』(ベイビーレイズでんせつのらいぶ! -こぐんふんとう-)は、ベイビーレイズが2013年8月11日にshibuya O-EASTで開催されたライブ。また、その模様を収録した映像作品である。2013年12月18日にDVDで発売された。

## 背景
2013年3月9日に新宿LOFTで行われた『ベイビーレイズ 伝説の3回まわし』において、同年8月に同年2度目のワンマンライブを行うことが発表された。新宿で3部合計1,034人を動員したことから、本ライブでは“一回で1000人を動員する”ことを目標にしてきたが、最終的には1000人に満たなかったという。それでも動員に関しては全く気にしなかったと高見奈央がブログで述懐している。
なお、当日はお笑いタレントのトミドコロが口笛なるおと共に観覧しており、「親のような目線で見てしまった」とブログで感想を述べている。

## 収録内容
1. ベイビーアンビシャス!
2. S.O.K.
3. Level.1
4. ハッピーニューイヤー
5. トゥゲザー! トゥゲザー! トゥゲザー!
6. 勇気のうた
本ライブで初披露[3]。後にアルバム『自虎紹介』[注 2]でCD化。
7. 最上級!!
8. スーパーノヴァ
9. 暦の上ではディセンバー
10. JUMP
11. ボクラノリアル
12. クリスマスがライバル
13. GET OVER NIGHT
14. ベイビーレボリューション

-アンコール-
1. ゲート･オブ･ザ･タイガー
2. ベイビーレイズ
3. SMILE

映像作品特典
1. ライブ当日オフショット映像